# Lonchocarpus monophyllus
Lonchocarpus monophyllus är en ärtväxtart som beskrevs av Ignatz Urban. Lonchocarpus monophyllus ingår i släktet Lonchocarpus och familjen ärtväxter. Inga underarter finns listade i Catalogue of Life.